# Gelbrandkäfer

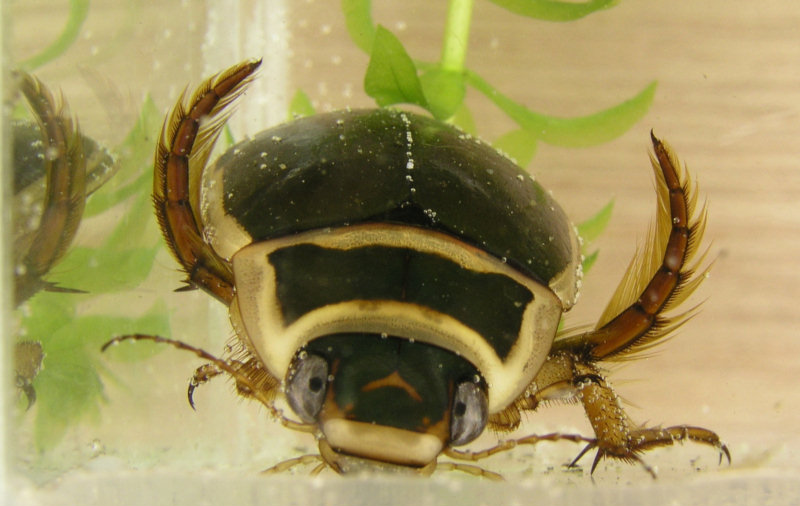
Frontansicht eines Männchens

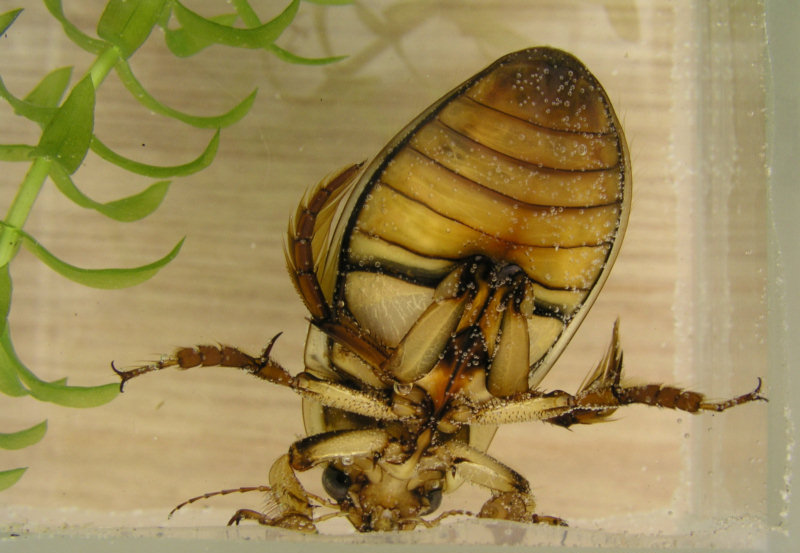
Unterseite desselben Tieres

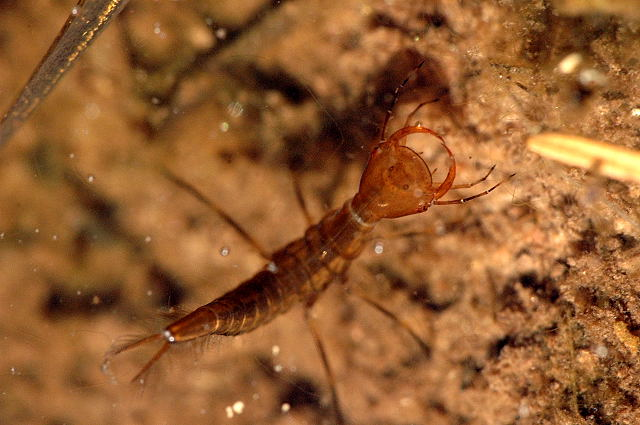
Larve eines Gelbrandkäfers

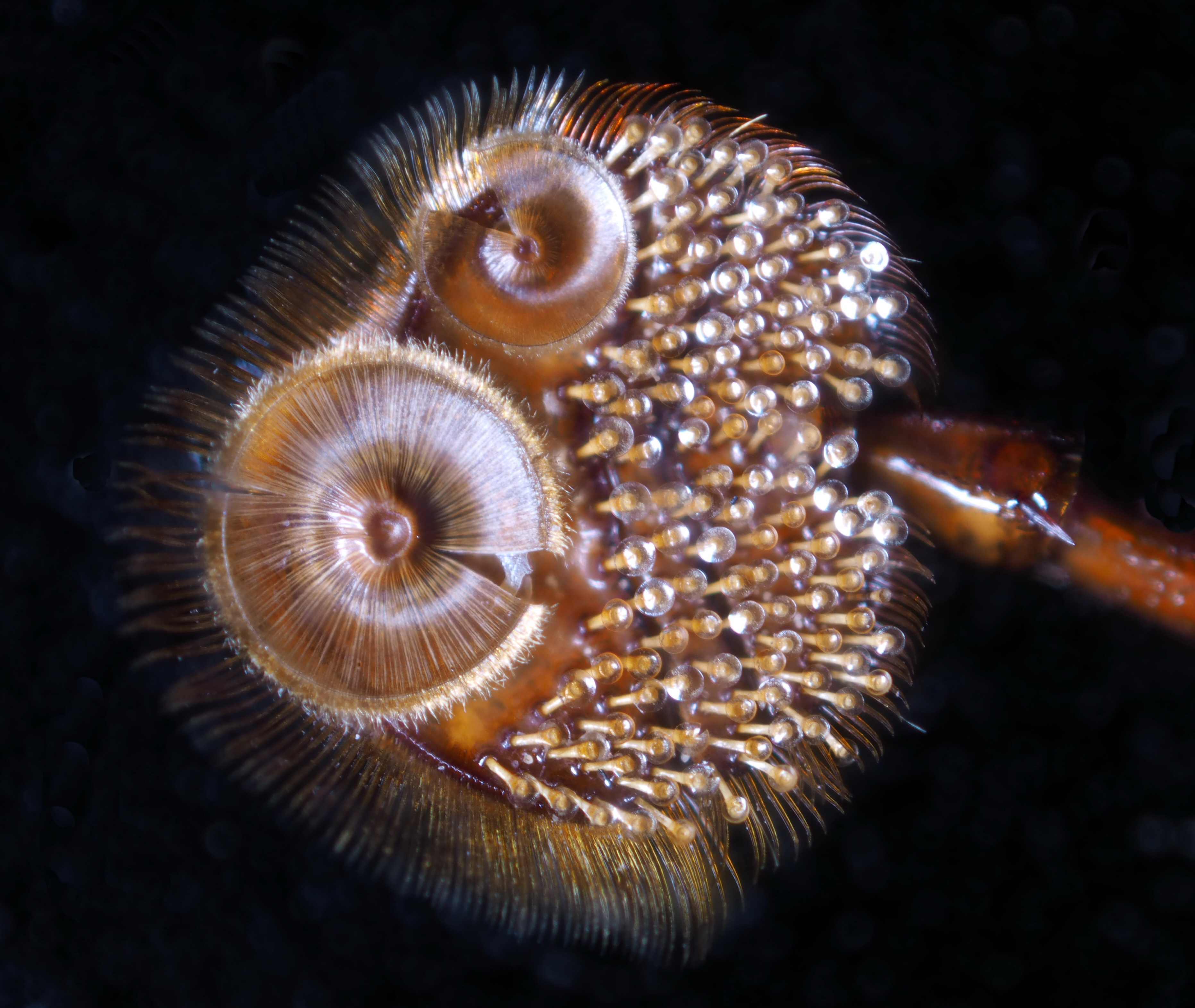
Haftorgane des Männchens

Der Gelbrandkäfer oder Gemeine Gelbrand (Dytiscus marginalis) ist ein Käfer aus der Familie der Schwimmkäfer (Dytiscidae). Er ist der häufigste Vertreter seiner Gattung in Mitteleuropa.

## Merkmale
Die Käfer erreichen eine Körperlänge von 27 bis 35 Millimetern. Ihr Körper ist breit oval geformt. Der Halsschild und die Deckflügel sind gelb gerandet, ansonsten beim Männchen schwarzgrün und glatt, beim Weibchen grünbraun und ca. auf den vorderen zwei Dritteln längs gerillt. Es gibt jedoch auch weibliche Individuen, die einen glatten Körper besitzen. Die Männchen unterscheiden sich von den Weibchen auch durch ihre Haftorgane auf den Tarsen der Vorderbeine. Dort befinden sich jeweils ein großer, ein mittelgroßer und etwa 160 kleine Saugnäpfe. Bei der Paarung benutzt das Männchen diese Saugnäpfe, um das Weibchen festzuhalten. Die Unterseite des Körpers ist gelbbraun. Die Ausläufer der Hinterhüften sind leicht gestreckt, die Innenränder sind konvex geformt, was sie von den übrigen Arten der Gattung unterscheidet. Die Schienen (Tibien) und Tarsen der Hinterbeine sind dicht mit Borsten besetzt, die beim Schwimmen als Paddel dienen.

## Vorkommen
Die Art kommt in nahezu ganz Europa, nördlich bis Mittelnorwegen und den Norden Schwedens vor. Sie fehlt im Süden Spaniens und Griechenland. Östlich erstreckt sich das Verbreitungsgebiet über den Kaukasus nach Sibirien bis nach Japan, daneben ist auch Nordamerika besiedelt. Die Tiere leben in stehenden Gewässern vom Flachland bis ins Hügelland.
Sie sind in ihrer Entwicklung abhängig von früh laichenden Amphibienarten, da die Larven einen großen Nahrungsbedarf besitzen. Dieser kann nur durch Kaulquappen in ausreichendem Maße gedeckt werden. Daher kann der Populationsrückgang von Gelbrandkäfern auch auf den Rückgang der Amphibienpopulationen zurückgeführt werden.

## Lebensweise
Gelbrandkäfer sind sehr gute Schwimmer und Flieger. Um neue Lebensräume aufzusuchen, fliegen die Käfer auch über das Land, was sie meist nachts tun. Sie regeln ihr spezifisches Gewicht durch das Füllen und Leeren eines Abschnitts des Enddarms (Rektalampulle). Dadurch können sie bei Gefahr auch den darin befindlichen Kot ausstoßen. Die Tiere ernähren sich von kleinen und auch größeren im Wasser lebenden Tieren wie Insektenlarven, Molchlarven, Kaulquappen und schwachen oder kranken kleinen Fischen. Die Weibchen legen ihre etwa sieben Millimeter langen Eier einzeln in Pflanzengewebe ab. Mit ihrem etwa 10 Millimeter langen Ovipositor schneiden sie dazu das Gewebe von Wasserpflanzen ein. Dabei halten sie sich mit dem vorderen und mittleren Beinpaar an den Pflanzen fest und stemmen die Hinterbeine gegen sie. Abschließend wird der Schnitt mit einem Sekret verschlossen. Insgesamt werden so zwischen März und April etwa 1000 Eier abgelegt.
Die Larven schlüpfen je nach Temperatur und Sauerstoffgehalt zu unterschiedlichen Zeitpunkten. Ihr Körper ist langgestreckt, hat einen großen Kopf mit kräftigen Mandibeln und ist ausgewachsen 60 bis 80 Millimeter lang. Sie leben ebenso räuberisch und saugen ihre mit den Mandibeln gepackten Opfer aus. Sie fressen auch Artgenossen. Sind sie voll entwickelt, fertigen sie seicht im Boden unter Steinen oder Holz eine Puppenwiege aus Erde und Speichel an, in der sie sich verpuppen und die Imago anschließend überwintert.